# Steve von Bergen
Steve von Bergen (Neuchâtel, 10 giugno 1983) è un dirigente sportivo ed ex calciatore svizzero, di ruolo difensore, direttore sportivo dello Young Boys.

## Biografia
È soprannominato El Niño, nomignolo preso dal fenomeno meteorologico dell'Oceano Pacifico.
Il 20 dicembre 2011 ha avuto la figlia Alessia da Haira.

## Caratteristiche tecniche
In una difesa composta da tre uomini può giocare in ogni posizione.

## Carriera

### Club
Ha giocato per due stagioni nello Zurigo, con il quale ha vinto per due volte la Super League svizzera, e dal 2007 al 2010 nell'Hertha Berlino, terminando l'esperienza con la squadra tedesca con una retrocessione.
Il 4 agosto 2010, da svincolato, viene ingaggiato dalla squadra italiana del Cesena, con cui firma un contratto biennale. Secondo le regole del calciomercato, un calciatore che si svincola al 30 giugno di un dato anno, a partire dal 1º gennaio dello stesso può firmare un precontratto con un'altra società: il 22 febbraio 2012 viene perciò tesserato dal Genoa, con cui firma un contratto triennale, concludendo la stagione nella squadra romagnola alla fine del campionato 2011-2012, che si conclude con una nuova retrocessione.
Poiché non rientra nei piani del mister Luigi De Canio, il 20 agosto firma un contratto triennale con il Palermo nell'operazione che ha portato Alexandros Tzorvas e Daniel Jara Martínez al Genoa; il contratto viene depositato presso la Lega Calcio nella giornata successiva e il suo cartellino è costato 1,1 milioni di euro. Esordisce in maglia rosanero alla prima partita utile, ovvero la prima giornata di campionato Palermo-Napoli (0-3), giocando titolare. Nella 28ª giornata, in Palermo-Siena (1-2), è stato capitano della squadra a seguito della sostituzione di Fabrizio Miccoli. Il 7 aprile 2013 torna al gol dopo otto anni: nella partita Sampdoria-Palermo (1-3) della 31ª giornata segna infatti la rete che apre le marcature dell'incontro, gol che è pertanto il primo in Italia e con la maglia del Palermo. La stagione si conclude con la retrocessione dei rosanero, sancita il 12 maggio 2013 dalla sconfitta esterna per 1-0 contro la Fiorentina della 37ª giornata. Chiude la stagione con 35 presenze, tutte in campionato, risultando il giocatore più utilizzato fra tutti quelli componenti la rosa.
Il 19 giugno 2013 si trasferisce a titolo definitivo alla squadra svizzera dello Young Boys per 850.000 euro, tornando così in patria come da sua volontà, desideroso di non perdere la titolarità in nazionale in vista dei mondiali dell'anno successivo. Firma un quinquennale con il club di Berna, di cui è nominato dopo qualche tempo capitano e con cui vince il titolo svizzero, il primo per il club dopo 32 anni, nel 2017-2018.

### Nazionale
Dopo aver vestito per 11 volte la maglia della nazionale Under-21, esordisce in nazionale maggiore a Ginevra il 6 agosto 2006, in occasione della gara amichevole con la Costa Rica.
Prende parte ai Mondiali 2010 giocando le 3 partite in cui è coinvolta la propria nazionale. Nei Mondiali 2014, dopo aver giocato all'esordio in Svizzera-Ecuador (2-1), nella seconda partita del girone contro la Francia (2-5) subisce un trauma facciale a causa di uno scontro di gioco con Olivier Giroud e i medici decidono di farlo ritornare a casa. Viene convocato per l'europeo del 2016 in Francia, dove però non gioca alcuna partita. Al termine dell'europeo decide di lasciare la nazionale rossocrociata.

## Statistiche

### Presenze e reti nei club
| Stagione               | Squadra                | Campionato             | Campionato | Campionato | Coppe nazionali | Coppe nazionali | Coppe nazionali | Coppe continentali | Coppe continentali | Coppe continentali | Altre coppe | Altre coppe | Altre coppe | Totale | Totale |
| Stagione               | Squadra                | Comp                   | Pres       | Reti       | Comp            | Pres            | Reti            | Comp               | Pres               | Reti               | Comp        | Pres        | Reti        | Pres   | Reti   |
| ---------------------- | ---------------------- | ---------------------- | ---------- | ---------- | --------------- | --------------- | --------------- | ------------------ | ------------------ | ------------------ | ----------- | ----------- | ----------- | ------ | ------ |
| 2000-2001              | Neuchâtel Xamax        | LNA                    | 2          | 0          | CS              | 0               | 0               | -                  | -                  | -                  | -           | -           | -           | 2      | 0      |
| 2001-2002              | Neuchâtel Xamax        | LNA                    | 31         | 0          | CS              | 0               | 0               | -                  | -                  | -                  | -           | -           | -           | 31     | 0      |
| 2002-2003              | Neuchâtel Xamax        | LNA                    | 32         | 0          | CS              | 0               | 0               | -                  | -                  | -                  | -           | -           | -           | 32     | 0      |
| 2003-2004              | Neuchâtel Xamax        | SL                     | 33         | 0          | CS              | 0               | 0               | -                  | -                  | -                  | -           | -           | -           | 33     | 0      |
| 2004-2005              | Neuchâtel Xamax        | SL                     | 28         | 1          | CS              | 3               | 0               | -                  | -                  | -                  | -           | -           | -           | 31     | 1      |
| Totale Neuchâtel Xamax | Totale Neuchâtel Xamax | Totale Neuchâtel Xamax | 126        | 1          |                 | 3               | 0               |                    |                    |                    |             |             |             | 129    | 1      |
| 2005-2006              | Zurigo                 | SL                     | 36         | 0          | CS              | 5               | 0               | CU                 | 2                  | 0                  | -           | -           | -           | 43     | 0      |
| 2006-2007              | Zurigo                 | SL                     | 27         | 0          | CS              | 4               | 0               | UCL                | 2                  | 0                  | -           | -           | -           | 33     | 0      |
| lug.-ago. 2007         | Zurigo                 | SL                     | 5          | 0          | CS              | 0               | 0               | UCL                | 1                  | 0                  | -           | -           | -           | 6      | 0      |
| Totale Zurigo          | Totale Zurigo          | Totale Zurigo          | 68         | 0          |                 | 9               | 0               |                    | 5                  | 0                  |             |             |             | 82     | 0      |
| ago. 2007-2008         | Hertha Berlino         | B                      | 25         | 0          | CG              | 1               | 0               | -                  | -                  | -                  | -           | -           | -           | 26     | 0      |
| 2008-2009              | Hertha Berlino         | B                      | 18         | 0          | CG              | 2               | 0               | CU                 | 5                  | 0                  | FR          | 3           | 0           | 28     | 0      |
| 2009-2010              | Hertha Berlino         | B                      | 25         | 0          | CG              | 1               | 0               | UEL                | 9                  | 0                  | FR          | 1           | 0           | 36     | 0      |
| Totale Hertha Berlino  | Totale Hertha Berlino  | Totale Hertha Berlino  | 68         | 0          |                 | 4               | 0               |                    | 14                 | 0                  |             | 4           | 0           | 90     | 0      |
| 2010-2011              | Cesena                 | A                      | 34         | 0          | CI              | 1               | 0               | -                  | -                  | -                  | -           | -           | -           | 35     | 0      |
| 2011-2012              | Cesena                 | A                      | 27         | 0          | CI              | 0               | 0               | -                  | -                  | -                  | -           | -           | -           | 27     | 0      |
| Totale Cesena          | Totale Cesena          | Totale Cesena          | 61         | 0          |                 | 1               | 0               |                    |                    |                    |             |             |             | 62     | 0      |
| ago. 2012              | Genoa                  | A                      | -          | -          | CI              | 0               | 0               | -                  | -                  | -                  | -           | -           | -           | 0      | 0      |
| ago. 2012-2013         | Palermo                | A                      | 35         | 1          | CI              | 0               | 0               | -                  | -                  | -                  | -           | -           | -           | 35     | 1      |
| 2013-2014              | Young Boys             | SL                     | 35         | 0          | CS              | 3               | 0               | -                  | -                  | -                  | -           | -           | -           | 38     | 0      |
| 2014-2015              | Young Boys             | SL                     | 32         | 0          | CS              | 1               | 0               | UEL                | 9                  | 0                  | -           | -           | -           | 42     | 0      |
| 2015-2016              | Young Boys             | SL                     | 27         | 0          | CS              | 0               | 0               | UCL                | 1                  | 0                  | -           | -           | -           | 28     | 0      |
| 2016-2017              | Young Boys             | SL                     | 28         | 0          | CS              | 0               | 0               | UEL                | 6                  | 0                  | -           | -           | -           | 34     | 0      |
| 2017-2018              | Young Boys             | SL                     | 34         | 0          | CS              | 0               | 0               | UEL                | 4                  | 0                  | -           | -           | -           | 38     | 0      |
| 2018-2019              | Young Boys             | SL                     | 28         | 1          | CS              | 2               | 0               | UCL                | 7                  | 0                  | -           | -           | -           | 37     | 1      |
| Totale Young Boys      | Totale Young Boys      | Totale Young Boys      | 184        | 1          |                 | 6               | 0               |                    | 25                 | 0                  |             | -           | -           | 215    | 1      |
| Totale carriera        | Totale carriera        | Totale carriera        | 542        | 3          |                 | 23              | 0               |                    | 44                 | 0                  |             | 4           | 0           | 613    | 3      |

### Cronologia presenze e reti in Nazionale
| Cronologia completa delle presenze e delle reti in nazionale ― Svizzera | Cronologia completa delle presenze e delle reti in nazionale ― Svizzera | Cronologia completa delle presenze e delle reti in nazionale ― Svizzera | Cronologia completa delle presenze e delle reti in nazionale ― Svizzera | Cronologia completa delle presenze e delle reti in nazionale ― Svizzera | Cronologia completa delle presenze e delle reti in nazionale ― Svizzera | Cronologia completa delle presenze e delle reti in nazionale ― Svizzera | Cronologia completa delle presenze e delle reti in nazionale ― Svizzera |
| Data                                                                    | Città                                                                   | In casa                                                                 | Risultato                                                               | Ospiti                                                                  | Competizione                                                            | Reti                                                                    | Note                                                                    |
| ----------------------------------------------------------------------- | ----------------------------------------------------------------------- | ----------------------------------------------------------------------- | ----------------------------------------------------------------------- | ----------------------------------------------------------------------- | ----------------------------------------------------------------------- | ----------------------------------------------------------------------- | ----------------------------------------------------------------------- |
| 6-9-2006                                                                | Ginevra                                                                 | Svizzera                                                                | 2 – 0                                                                   | Costa Rica                                                              | Amichevole                                                              | -                                                                       | 70’                                                                     |
| 22-8-2007                                                               | Ginevra                                                                 | Svizzera                                                                | 2 – 1                                                                   | Paesi Bassi                                                             | Amichevole                                                              | -                                                                       |                                                                         |
| 10-9-2007                                                               | Klagenfurt                                                              | Svizzera                                                                | 3 – 4                                                                   | Giappone                                                                | Amichevole                                                              | -                                                                       | 87’                                                                     |
| 17-10-2007                                                              | Basilea                                                                 | Svizzera                                                                | 0 – 1                                                                   | Stati Uniti                                                             | Amichevole                                                              | -                                                                       | 17’                                                                     |
| 26-3-2008                                                               | Basilea                                                                 | Svizzera                                                                | 0 – 4                                                                   | Germania                                                                | Amichevole                                                              | -                                                                       | 75’                                                                     |
| 5-9-2009                                                                | Basilea                                                                 | Svizzera                                                                | 2 – 0                                                                   | Grecia                                                                  | Qual. Mondiali 2010                                                     | -                                                                       |                                                                         |
| 9-9-2009                                                                | Riga                                                                    | Lettonia                                                                | 2 – 2                                                                   | Svizzera                                                                | Qual. Mondiali 2010                                                     | -                                                                       |                                                                         |
| 10-10-2009                                                              | Lussemburgo                                                             | Lussemburgo                                                             | 0 – 3                                                                   | Svizzera                                                                | Qual. Mondiali 2010                                                     | -                                                                       |                                                                         |
| 14-11-2009                                                              | Ginevra                                                                 | Svizzera                                                                | 0 – 1                                                                   | Norvegia                                                                | Amichevole                                                              | -                                                                       | 46’                                                                     |
| 3-3-2010                                                                | San Gallo                                                               | Svizzera                                                                | 1 – 3                                                                   | Uruguay                                                                 | Amichevole                                                              | -                                                                       | 46’                                                                     |
| 1-6-2010                                                                | Sion                                                                    | Svizzera                                                                | 0 – 1                                                                   | Costa Rica                                                              | Amichevole                                                              | -                                                                       | 46’                                                                     |
| 16-6-2010                                                               | Durban                                                                  | Spagna                                                                  | 0 – 1                                                                   | Svizzera                                                                | Mondiali 2010 - 1º turno                                                | -                                                                       |                                                                         |
| 21-6-2010                                                               | Port Elizabeth                                                          | Cile                                                                    | 1 – 1                                                                   | Svizzera                                                                | Mondiali 2010 - 1º turno                                                | -                                                                       |                                                                         |
| 25-6-2010                                                               | Bloemfontein                                                            | Svizzera                                                                | 0 – 0                                                                   | Honduras                                                                | Mondiali 2010 - 1º turno                                                | -                                                                       | 36’                                                                     |
| 3-9-2010                                                                | San Gallo                                                               | Svizzera                                                                | 0 – 0                                                                   | Australia                                                               | Amichevole                                                              | -                                                                       | 46’                                                                     |
| 7-9-2010                                                                | Basilea                                                                 | Svizzera                                                                | 1 – 3                                                                   | Inghilterra                                                             | Qual. Euro 2012                                                         | -                                                                       |                                                                         |
| 8-10-2010                                                               | Podgorica                                                               | Montenegro                                                              | 1 – 0                                                                   | Svizzera                                                                | Qual. Euro 2012                                                         | -                                                                       |                                                                         |
| 12-10-2010                                                              | Basilea                                                                 | Svizzera                                                                | 4 – 1                                                                   | Galles                                                                  | Qual. Euro 2012                                                         | -                                                                       |                                                                         |
| 17-11-2010                                                              | Ginevra                                                                 | Svizzera                                                                | 2 – 2                                                                   | Ucraina                                                                 | Amichevole                                                              | -                                                                       | 72’                                                                     |
| 9-2-2011                                                                | Ta' Qali                                                                | Malta                                                                   | 0 – 0                                                                   | Svizzera                                                                | Amichevole                                                              | -                                                                       |                                                                         |
| 26-3-2011                                                               | Sofia                                                                   | Bulgaria                                                                | 0 – 0                                                                   | Svizzera                                                                | Qual. Euro 2012                                                         | -                                                                       |                                                                         |
| 7-10-2011                                                               | Swansea                                                                 | Galles                                                                  | 2 – 0                                                                   | Svizzera                                                                | Qual. Euro 2012                                                         | -                                                                       |                                                                         |
| 11-10-2011                                                              | Basilea                                                                 | Svizzera                                                                | 2 – 0                                                                   | Montenegro                                                              | Qual. Euro 2012                                                         | -                                                                       |                                                                         |
| 11-11-2011                                                              | Amsterdam                                                               | Paesi Bassi                                                             | 0 – 0                                                                   | Svizzera                                                                | Amichevole                                                              | -                                                                       |                                                                         |
| 15-11-2011                                                              | Lussemburgo                                                             | Lussemburgo                                                             | 0 – 1                                                                   | Svizzera                                                                | Amichevole                                                              | -                                                                       | 88’                                                                     |
| 26-5-2012                                                               | Basilea                                                                 | Svizzera                                                                | 5 – 3                                                                   | Germania                                                                | Amichevole                                                              | -                                                                       |                                                                         |
| 15-8-2012                                                               | Spalato                                                                 | Croazia                                                                 | 2 – 4                                                                   | Svizzera                                                                | Amichevole                                                              | -                                                                       |                                                                         |
| 7-9-2012                                                                | Lubiana                                                                 | Slovenia                                                                | 0 – 2                                                                   | Svizzera                                                                | Qual. Mondiali 2014                                                     | -                                                                       |                                                                         |
| 11-9-2012                                                               | Lucerna                                                                 | Svizzera                                                                | 2 – 0                                                                   | Albania                                                                 | Qual. Mondiali 2014                                                     | -                                                                       |                                                                         |
| 12-10-2012                                                              | Berna                                                                   | Svizzera                                                                | 1 – 1                                                                   | Norvegia                                                                | Qual. Mondiali 2014                                                     | -                                                                       |                                                                         |
| 16-10-2012                                                              | Reykjavík                                                               | Islanda                                                                 | 0 – 2                                                                   | Svizzera                                                                | Qual. Mondiali 2014                                                     | -                                                                       |                                                                         |
| 14-11-2012                                                              | Susa                                                                    | Tunisia                                                                 | 1 – 2                                                                   | Svizzera                                                                | Amichevole                                                              | -                                                                       | 68’                                                                     |
| 6-2-2013                                                                | Atene                                                                   | Grecia                                                                  | 0 – 0                                                                   | Svizzera                                                                | Amichevole                                                              | -                                                                       |                                                                         |
| 23-3-2013                                                               | Nicosia                                                                 | Cipro                                                                   | 0 – 0                                                                   | Svizzera                                                                | Qual. Mondiali 2014                                                     | -                                                                       |                                                                         |
| 8-6-2013                                                                | Ginevra                                                                 | Svizzera                                                                | 1 – 0                                                                   | Cipro                                                                   | Qual. Mondiali 2014                                                     | -                                                                       |                                                                         |
| 6-9-2013                                                                | Berna                                                                   | Svizzera                                                                | 4 – 4                                                                   | Islanda                                                                 | Qual. Mondiali 2014                                                     | -                                                                       |                                                                         |
| 10-9-2013                                                               | Oslo                                                                    | Norvegia                                                                | 0 – 2                                                                   | Svizzera                                                                | Qual. Mondiali 2014                                                     | -                                                                       |                                                                         |
| 11-10-2013                                                              | Tirana                                                                  | Albania                                                                 | 1 – 2                                                                   | Svizzera                                                                | Qual. Mondiali 2014                                                     | -                                                                       | 57’                                                                     |
| 15-11-2013                                                              | Seul                                                                    | Corea del Sud                                                           | 2 – 1                                                                   | Svizzera                                                                | Amichevole                                                              | -                                                                       | 46’                                                                     |
| 5-3-2014                                                                | San Gallo                                                               | Svizzera                                                                | 2 – 2                                                                   | Croazia                                                                 | Amichevole                                                              | -                                                                       |                                                                         |
| 3-6-2014                                                                | Lucerna                                                                 | Svizzera                                                                | 2 – 0                                                                   | Perù                                                                    | Amichevole                                                              | -                                                                       |                                                                         |
| 15-6-2014                                                               | Brasilia                                                                | Svizzera                                                                | 2 – 1                                                                   | Ecuador                                                                 | Mondiali 2014 - 1º turno                                                | -                                                                       |                                                                         |
| 20-6-2014                                                               | Salvador                                                                | Svizzera                                                                | 2 – 5                                                                   | Francia                                                                 | Mondiali 2014 - 1º turno                                                | -                                                                       |                                                                         |
| 8-9-2014                                                                | Basilea                                                                 | Svizzera                                                                | 0 – 2                                                                   | Inghilterra                                                             | Qual. Euro 2016                                                         | -                                                                       |                                                                         |
| 9-10-2014                                                               | Lubiana                                                                 | Slovenia                                                                | 1 – 0                                                                   | Svizzera                                                                | Qual. Euro 2016                                                         | -                                                                       | 70’                                                                     |
| 14-10-2014                                                              | Serravalle                                                              | San Marino                                                              | 0 – 4                                                                   | Svizzera                                                                | Qual. Euro 2016                                                         | -                                                                       |                                                                         |
| 18-11-2014                                                              | Breslavia                                                               | Polonia                                                                 | 2 – 2                                                                   | Svizzera                                                                | Amichevole                                                              | -                                                                       |                                                                         |
| 31-3-2015                                                               | Zurigo                                                                  | Svizzera                                                                | 1 – 1                                                                   | Stati Uniti                                                             | Amichevole                                                              | -                                                                       |                                                                         |
| 10-6-2015                                                               | Thun                                                                    | Svizzera                                                                | 3 – 0                                                                   | Liechtenstein                                                           | Amichevole                                                              | -                                                                       | 46’                                                                     |
| 3-6-2016                                                                | Lugano                                                                  | Svizzera                                                                | 2 – 1                                                                   | Moldavia                                                                | Amichevole                                                              | -                                                                       |                                                                         |
| Totale                                                                  |                                                                         | Presenze                                                                | 50                                                                      |                                                                         | Reti                                                                    | 0                                                                       |                                                                         |

## Palmarès

### Club
- Campionato svizzero: 4

Zurigo: 2005-2006, 2006-2007
Young Boys: 2017-2018, 2018-2019